# Thoiry (Savoie)
Thoiry is een gemeente in het Franse departement Savoie (regio Auvergne-Rhône-Alpes) en telt 423 inwoners (2005). De plaats maakt deel uit van het arrondissement Chambéry.

## Geografie
De oppervlakte van Thoiry bedraagt 17,8 km², de bevolkingsdichtheid is 23,8 inwoners per km².
De onderstaande kaart toont de ligging van Thoiry (Savoie) met de belangrijkste infrastructuur en aangrenzende gemeenten.

## Demografie
Onderstaande figuur toont het verloop van het inwonertal (bron: INSEE-tellingen).